# Rally Costa del Pacífico de 2013
El 6o. Rally Costa del Pacífico de 2013 fue la segunda prueba de la temporada 2013 del Rally NACAM y del campeonato nacional de Costa Rica. Se llevó a cabo en la ciudad de Liberia, en la provincia de Guanacaste. En el primer día, los participantes realizaron los recorridos de reconocimiento y presentaron las revisiones técnica y administrativa; así mismo, se llevó a cabo la ceremonia inaugiral.  En el segundo día se desarrolló la competencia, la cual ganó el piloto local Andrés Molina, del equipo Molina Rally Team, quien logró superar las dificultades técnicas iniciales de su automóvil hasta ocupar el primer lugar del rally. El segundo lugar fue para el venezolano Alejandro Lombardo y el tercero para el mexicano Víctor Pérez Couto, quien retornó a la categoría después de haber participado por última ocasión en la categoría en el Rally Montañas del 2012 y en una prueba de rally en el Rally Patrio del mismo año.
El ganador de la primera prueba de la temporada, Ricardo Triviño, terminó en el cuarto lugar después de dominar la clasificación NACAM durante las primeras etapas y Carlos Izquierdo, el segundo lugar de la primera prueba, tuvo que abandonar desde la primera etapa por problemas mecánicos. Esta fue la primera participación para Izquierdo con su compatriota Angélica Fuentes después de una década de separarse deportivamente, y con quien obtuviera sus mejores resultados dentro del Campeonato Mexicano de Rally.
La prueba fue organizada por la Asociación Organizadora de Rallies (AORA) y estuvo compuesta de 7 tramos cronometrados, los cuales sumaron 115,6 km. La distancia total de la prueba fue de 296,86 km.

## Itinerario

### General
| Día 2 sábado 18 | Tramo | Nombre                           | Distancia | Hora  | Ganador              | Tiempo  | Veloc. media | Líder rally          |
| --------------- | ----- | -------------------------------- | --------- | ----- | -------------------- | ------- | ------------ | -------------------- |
| Sección 1       | TC1   | Rincón de la vieja 1             | 24,4 km   | 09:29 | José Andrés Montalto | 14:57.6 | 97.9 km/h    | José Andrés Montalto |
| Sección 1       | TC2   | Rincón de la vieja 2             | 24,4 km   | 10:27 | José Andrés Montalto | 14:35.9 | 100.3 km/h   | José Andrés Montalto |
| Sección 2       | TC3   | Rincón de la vieja - Invertido 1 | 24,4 km   | 12:25 | Etapa cancelada      |         |              | José Andrés Montalto |
| Sección 2       | TC4   | Rincón de la vieja - invertido 2 | 24,4 km   | 13:23 | Etapa cancelada      |         |              | José Andrés Montalto |
| Sección 3       | TC5   | Cañas dulces 1                   | 9,0 km    | 15:11 | José Andrés Montalto | 5:57.2  | 90.7 km/h    | José Andrés Montalto |
| Sección 3       | TC6   | Cañas dulces 2                   | 9,0 km    | 15:59 | José Andrés Montalto | 6:06.4  | 88.4 km/h    | José Andrés Montalto |
| Fuentes         |       |                                  |           |       |                      |         |              |                      |

### NACAM
| Día 2 sábado 18 | Tramo | Nombre                           | Distancia | Hora  | Ganador         | Tiempo  | Veloc. media | Líder rally     |
| --------------- | ----- | -------------------------------- | --------- | ----- | --------------- | ------- | ------------ | --------------- |
| Sección 1       | TC1   | Rincón de la vieja 1             | 24,4 km   | 09:29 | Ricardo Triviño | 15:18.3 | 95.7 km/h    | Ricardo Triviño |
| Sección 1       | TC2   | Rincón de la vieja 2             | 24,4 km   | 10:27 | Ricardo Triviño | 15:03.5 | 97.2 km/h    | Ricardo Triviño |
| Sección 2       | TC3   | Rincón de la vieja - Invertido 1 | 24,4 km   | 12:25 | Etapa cancelada |         |              | Ricardo Triviño |
| Sección 2       | TC4   | Rincón de la vieja - invertido 2 | 24,4 km   | 13:23 | Etapa cancelada |         |              | Ricardo Triviño |
| Sección 3       | TC5   | Cañas dulces 1                   | 9,0 km    | 15:11 | Ricardo Triviño | 6:25.6  | 84.0 km/h    | Ricardo Triviño |
| Sección 3       | TC6   | Cañas dulces 2                   | 9,0 km    | 15:59 | Andrés Molina   | 6:27.9  | 83.5 km/h    | Andrés Molina   |
| Fuentes         |       |                                  |           |       |                 |         |              |                 |

## Clasificación final
| Pos.             | Piloto               | Copiloto            | Automóvil                | Tiempo    | Diferencia | Puntos  |         |         |         |
| General          | General              | General             | General                  | General   | General    | General | General | General | General |
| ---------------- | -------------------- | ------------------- | ------------------------ | --------- | ---------- | ------- | ------- | ------- | ------- |
| 1.               | José Andrés Montalto | Rodrigo Quiroz      | Subaru Impreza STi       | 41:37.1   | 0.0        |         |         |         |         |
| 2.               | Andrés Montalto      | Max Rohrmoser       | Subaru Impreza STi       | 42:14.6   | +0:37.5    |         |         |         |         |
| 3.               | Andrés Molina        | Eduardo Corrales    | Mitsubishi Lancer Evo IX | 44:18.8   | +2:41.7    |         |         |         |         |
| 4.               | Alejandro Lombardo   | Miguel Alvarado     | Mitsubishi Lancer Evo IX | 47:31.3   | +5:54.2    |         |         |         |         |
| 5.               | Erick Xinirachs      | Arturo Suárez       | Hyundai i30              | 47:56.5   | +6:19.4    |         |         |         |         |
| 6.               | Alejandro Riggioni   | Paul Umaña          | Renault Clio             | 47:59.2   | +8:20.1    |         |         |         |         |
| 7.               | Víctor Pérez Couto   | Alejandro Domínguez | Mitsubishi Lancer Evo VI | 52:01.6   | +10:24.5   |         |         |         |         |
| 8.               | Pablo Quirós         | Jonathan Muñoz      | Citroën C2               | 55:21.7   | +13:44.6   |         |         |         |         |
| 9.               | Andrés Céspedes      | María Luisa Fabres  | Toyota Yaris             | 56:12.9   | +14:35.8   |         |         |         |         |
| 10.              | Gerald Zuniga        | Rodolfo Villegas    | Toyota Echo              | 57:44.7   | +16:07.6   |         |         |         |         |
| NACAM            |                      |                     |                          |           |            |         |         |         |         |
| 1.(3.)           | Andrés Molina        | Eduardo Corrales    | Mitsubishi Lancer Evo IX | 44:18.8   | +2:41.7    | 25      |         |         |         |
| 2.(4.)           | Alejandro Lombardo   | Miguel Alvarado     | Mitsubishi Lancer Evo IX | 47:31.3   | +5:54.2    | 18      |         |         |         |
| 3.(7.)           | Víctor Pérez Couto   | Alejandro Domínguez | Mitsubishi Lancer Evo VI | 52:01.6   | +10:24.5   | 15      |         |         |         |
| 4.(11.)          | Ricardo Triviño      | Marco Hernández     | Mitsubishi Lancer Evo X  | 1:03:44.6 | +19:25.8   | 12      |         |         |         |
| Rally Costa Rica |                      |                     |                          |           |            |         |         |         |         |
| 1.               | José Andrés Montalto | Rodrigo Quiroz      | Subaru Impreza STi       | 41:37.1   | 0.0        | 11      |         |         |         |
| 2.               | Andrés Montalto      | Max Rohrmoser       | Subaru Impreza STi       | 42:14.6   | +0:37.5    | 8       |         |         |         |
| 3.               | Andrés Molina        | Eduardo Corrales    | Mitsubishi Lancer Evo IX | 44:18.8   | +2:41.7    | 6       |         |         |         |
| 4.(5.)           | Erick Xinirachs      | Arturo Suárez       | Hyundai i30              | 47:56.5   | +6:19.4    | 5       |         |         |         |
| 5.(6.)           | Alejandro Riggioni   | Paul Umaña          | Renault Clio             | 47:59.2   | +8:20.1    | 4       |         |         |         |
| Fuentes          |                      |                     |                          |           |            |         |         |         |         |

| Predecesor: Montañas 2013 | NACAM 2013 | Sucesor: Cañete 2013 |